# Арзамасцев, Серафим Алексеевич
Серафи́м Алексе́евич Арзама́сцев (1919, Сабуро-Покровское, Тамбовская губерния — 1988) — советский футболист, нападающий.

## Биография
Серафим Алексеевич Арзамасцев родился 10 августа 1919 года в с. Сабурово (ныне — в Никифоровском районе Тамбовской области).
Воспитанник сталинградского футбола. Большую часть карьеры провёл в сталинградском «Торпедо». На высшем уровне сыграл 60 матчей, забил 12 голов.
В феврале 1940 года призван на срочную службу в Рабоче-Крестьянскую Красную армию (360-й стрелковый полк 74-й стрелковой дивизии). В июле 1941 года попал в окружение и оказался в плену в Венгрии. За время плена совершил три побега, был трижды пойман, приговорён к смертной казни и доставлен для казни в концентрационный лагерь Дахау под Мюнхеном. В 1945 году был освобождён союзными войсками. С апреля 1945 по август 1946 года снова в армии, затем демобилизовался.
В конце 1950-х — начале 1960-х годов тренировал клубную команду «Торпедо» (Сталинград).
Умер в 1988 году.

## Статистика

### Клубная
| Команда              | Сезон            | Чемпионат        | Чемпионат | Чемпионат | Кубок | Кубок | Итого | Итого |
| Команда              | Сезон            | Уров.            | Игры      | Голы      | Игры  | Голы  | Игры  | Голы  |
| -------------------- | ---------------- | ---------------- | --------- | --------- | ----- | ----- | ----- | ----- |
| Трактор (Сталинград) | 1947             | I                | 1         | 0         | 0     | 0     | 1     | 0     |
| Торпедо (Сталинград) | 1948             | I                | 10        | 3         | 1     | 0     | 11    | 3     |
| Торпедо (Сталинград) | 1949             | I                | 17        | 5         | 4     | 1     | 21    | 5     |
| Торпедо (Сталинград) | 1950             | I                | 32        | 4         | 2*    | 1*    | 34*   | 5*    |
| Торпедо (Сталинград) | 1951             | II               | 30        | 24        | 0     | 0     | 30    | 24    |
| Торпедо (Сталинград) | 1952             | II               | 11        | 4         | 4     | 3     | 15    | 7     |
| Торпедо (Сталинград) | 1953             | II               | 11        | 5         | 0     | 0     | 11    | 5     |
| Торпедо (Сталинград) | Итого            | Итого            | 111       | 45        | 11*   | 5*    | 122*  | 50*   |
| Всего за карьеру     | Всего за карьеру | Всего за карьеру | 112       | 45        | 11*   | 5*    | 123*  | 50*   |

Примечание: знаком * отмечены ячейки, данные в которых возможно больше указанных.

## Награды
6 апреля 1985 года к 40-летию Победы в Великой Отечественной войне был награждён орденом Отечественной войны II степени.

## Семья
После войны женился, трое детей.
Сын — Игорь, на протяжении десяти лет с 1991 по 2001 год руководил СДЮСШОР № 4 города Волжский.